# Geraltovští z Geraltovic
Geraltovští z Geraltovic byl starý slezsko-polský rod připomínaný v 17. století na Krnovsku a Hlučínsku. Byl větví Saszowské dynastie. Erbem rodu byla polská erbovní figura zvaná Jastrzebiec.